# 松山遙
松山遙（まつやま はるか、1967年8月22日 - ）は日本の弁護士。

## 来歴
桜蔭高等学校を卒業し、東京大学に入学。専門課程で法学部に進学。好きな科目は民事系科目。菅野和夫の『労働法』や松尾浩也の『刑事訴訟法』、芦部信喜の『憲法』などを読み、司法試験を受験した。1992年 司法試験に合格。1993年 東京大学法学部卒業。1995年 東京地裁判事補任官。民事を3年、刑事を2年扱った。2000年7月 弁護士登録（第二東京弁護士会）。2014年 （株）三菱UFJフィナンシャル・グループ社外取締役（〜2021年）。

## 略歴
- 1986年3月：桜蔭高等学校卒業。
- 1992年11月：司法試験に合格。
- 1993年3月：東京大学法学部卒業。
- 1995年4月：東京地裁判事補任官（〜2000年7月）。
- 2000年7月：弁護士登録（第二東京弁護士会）。
- 2000年7月：日比谷パーク法律事務所入所。
- 2002年1月：日比谷パーク法律事務所パートナー。
- 2011年：セゾン情報システムズ特別委員会委員。
- 2012年6月：（株）バイテック社外監査役。
- 2013年6月：（株）T&Dホールディングス社外取締役（監査等委員）。
- 2014年6月：（株）三井物産社外監査役。
- 2014年6月：（株）三菱UFJフィナンシャル・グループ社外監査役（〜2021年6月1日）。
- 2015年：医療法人財団あおば弘成会 監事、厚生労働省社会保障審議会年金事業管理部会委員。
- 2017年：第一生命保険責任投資委員会委員。
- 2019年4月：（株）レスターホールディングス社外取締役。
- 2020年：関西電力（株）コンプライアンス委員会委員。
- 2021年：東京水道グループ（株）コンプライアンス有識者委員会委員。
- 2022年：銀行等保有株式取得機構 運営委員会委員。
- 2023年：三菱電機 (株) 社外取締役。

## 著作
- 『敵対的株主提案とプロキシーファイト〔第3版〕』（商事法務、2021年5月）
- 『はじめて学ぶ社外取締役・社外監査役の役割』（商事法務、2017年11月）

### 共編著
- （中村直人）『取締役・執行役ハンドブック〔第3版〕』（商事法務、2021年7月）
- （髙橋滋（監修）、鈴木秀洋他（執筆））『これからの自治体職員のための実践コンプライアンス』（第一法規、2014年9月）
- （西本強、野宮拓、水野信次）『Q&A 震災と株主総会対策』（商事法務、2011年5月）
- （鳥飼重和）『コンプライアンス経営の確立と法務部門の機能強化』（企業研究会、2006年11月）
- （久保田英明、菊地伸、中村直人）『平成14年 商法改正のすべて』（商事法務、2002年11月）